# 弗朗西斯科-马塞杜
弗朗西斯科-马塞杜（葡萄牙語：Francisco Macedo）是巴西皮奥伊州的一个市镇。总面积117.317平方公里，总人口2265人，人口密度19.3人/平方公里。